# بخش مرکزی شهرستان دیلم
بخش مرکزی شهرستان دیلم یکی از بخش‌های شهرستان دیلم استان بوشهر در جنوب ایران است.

در حال حاضر بخشدار مرکزی دیلم خانم حلیمه پسنده است.

## تقسیمات کشوری
- بخش مرکزی شهرستان دیلم
  - دهستان حومه
  - دهستان لیراوی شمالی

شهر : بندر دیلم
مرکز دهستان حومه دیلم، روستای (عامری) و مرکز دهستان لیراوی شمالی، روستای (سیاه‌مکان بزرگ) می‌باشد.

## جمعیت
بنابر سرشماری مرکز آمار ایران، جمعیت بخش مرکزی شهرستان دیلم در سال ۱۳۸۵ برابر با ۲۴۸۵۱ نفر بوده‌است.